# Eleições legislativas portuguesas de 1999 no distrito de Castelo Branco
| Eleições legislativas portuguesas de 1999 Distritos: Aveiro \| Beja \| Braga \| Bragança \| Castelo Branco \| Coimbra \| Évora \| Faro \| Guarda \| Leiria \| Lisboa \| Portalegre \| Porto \| Santarém \| Setúbal \| Viana do Castelo \| Vila Real \| Viseu \| Açores \| Madeira \| Estrangeiro |

## Resultados por Concelho
Os resultados nos concelhos do Distrito de Castelo Branco foram os seguintes:

### Belmonte
| Partido                 | Partido                        | Votos | %               | +/-  |
| ----------------------- | ------------------------------ | ----- | --------------- | ---- |
|                         | Partido Socialista             | 2 169 | 57,21 / 100,00  | 2,20 |
|                         | Partido Social Democrata       | 1 019 | 26,88 / 100,00  | 0,43 |
|                         | Partido Popular                | 230   | 6,07 / 100,00   | 0,29 |
|                         | Coligação Democrática Unitária | 192   | 5,06 / 100,00   | 1,85 |
|                         | Outros                         | 83    | 2,20 / 100,00   |      |
| Votos Inválidos         | Votos Inválidos                | 98    | 2,58 / 100,00   | 0,44 |
| Total                   | Total                          | 3 791 | 100,00 / 100,00 |      |
| Eleitorado/Participação | Eleitorado/Participação        | 6 111 | 62,04 / 100,00  | 5,05 |

| Freguesia        | %     | %     | %    | %    | Votantes |
| Freguesia        | PS    | PSD   | PP   | CDU  | Votantes |
| ---------------- | ----- | ----- | ---- | ---- | -------- |
| Belmonte         | 52,72 | 27,32 | 7,29 | 8,17 | 1 468    |
| Caria            | 61,40 | 24,78 | 6,55 | 2,96 | 1 114    |
| Colmeal da Torre | 53,55 | 31,83 | 5,81 | 4,30 | 465      |
| Inguias          | 59,24 | 26,47 | 3,78 | 3,15 | 476      |
| Maçainhas        | 67,16 | 25,37 | 1,87 | 1,49 | 268      |
| Belmonte         | 57,21 | 26,88 | 6,07 | 5,06 | 3 791    |

### Castelo Branco
| Partido                 | Partido                        | Votos  | %               | +/-  |
| ----------------------- | ------------------------------ | ------ | --------------- | ---- |
|                         | Partido Socialista             | 17 843 | 55,75 / 100,00  | 1,42 |
|                         | Partido Social Democrata       | 9 020  | 28,18 / 100,00  | 0,42 |
|                         | Partido Popular                | 2 143  | 6,70 / 100,00   | 1,95 |
|                         | Coligação Democrática Unitária | 1 335  | 4,17 / 100,00   | 1,43 |
|                         | Bloco de Esquerda              | 539    | 1,68 / 100,00   | Novo |
|                         | Outros                         | 490    | 1,53 / 100,00   |      |
| Votos Inválidos         | Votos Inválidos                | 638    | 1,99 / 100,00   | 0,13 |
| Total                   | Total                          | 32 008 | 100,00 / 100,00 |      |
| Eleitorado/Participação | Eleitorado/Participação        | 49 012 | 65,31 / 100,00  | 3,85 |

| Freguesia                | %     | %     | %    | %     | %    | Votantes |
| Freguesia                | PS    | PSD   | PP   | CDU   | BE   | Votantes |
| ------------------------ | ----- | ----- | ---- | ----- | ---- | -------- |
| Alcains                  | 65,89 | 19,00 | 6,13 | 3,65  | 2,13 | 2 627    |
| Almaceda                 | 54,46 | 31,38 | 6,15 | 3,54  | 0,92 | 650      |
| Benquerenças             | 63,62 | 22,85 | 4,94 | 3,84  | 0,91 | 547      |
| Cafede                   | 62,86 | 20,95 | 6,67 | 2,86  | 0,95 | 210      |
| Castelo Branco           | 52,50 | 29,79 | 7,69 | 4,59  | 2,16 | 15 382   |
| Cebolais de Cima         | 58,74 | 19,65 | 5,89 | 10,24 | 1,86 | 967      |
| Escalos de Baixo         | 76,03 | 12,73 | 4,46 | 2,64  | 0,66 | 605      |
| Escalos de Cima          | 71,53 | 16,97 | 3,23 | 2,24  | 2,24 | 713      |
| Freixial do Campo        | 72,32 | 16,97 | 4,96 | 1,83  | 0    | 383      |
| Juncal do Campo          | 61,47 | 24,11 | 4,49 | 3,31  | 1,18 | 423      |
| Lardosa                  | 54,75 | 26,25 | 6,28 | 7,09  | 0,64 | 621      |
| Louriçal do Campo        | 44,36 | 40,23 | 5,83 | 5,08  | 0    | 532      |
| Lousa                    | 63,59 | 19,96 | 5,55 | 2,40  | 2,03 | 541      |
| Malpica do Tejo          | 64,97 | 18,87 | 1,45 | 11,07 | 0,54 | 551      |
| Mata                     | 61,63 | 21,63 | 9,30 | 4,42  | 0,23 | 430      |
| Monforte da Beira        | 65,98 | 23,52 | 3,42 | 2,05  | 0,23 | 438      |
| Ninho do Açor            | 67,02 | 19,30 | 4,83 | 2,68  | 2,14 | 373      |
| Póvoa de Rio de Moinhos  | 51,84 | 31,75 | 7,13 | 2,59  | 1,73 | 463      |
| Retaxo                   | 64,12 | 21,18 | 4,76 | 5,19  | 1,01 | 694      |
| Salgueiro do Campo       | 56,45 | 27,96 | 9,95 | 2,15  | 1,21 | 744      |
| Santo André das Tojeiras | 41,53 | 46,45 | 5,49 | 0,69  | 1,26 | 874      |
| São Vicente da Beira     | 51,55 | 39,85 | 3,29 | 1,92  | 1,10 | 1 094    |
| Sarzedas                 | 40,55 | 46,03 | 7,80 | 1,57  | 0,75 | 1 334    |
| Sobral do Campo          | 56,46 | 27,25 | 9,27 | 3,37  | 0,84 | 356      |
| Tinalhas                 | 59,65 | 21,49 | 6,80 | 5,26  | 1,54 | 456      |
| Castelo Branco           | 55,75 | 28,18 | 6,70 | 4,17  | 1,68 | 32 008   |

### Covilhã
| Partido                 | Partido                        | Votos  | %               | +/-  |
| ----------------------- | ------------------------------ | ------ | --------------- | ---- |
|                         | Partido Socialista             | 18 222 | 57,31 / 100,00  | 1,55 |
|                         | Partido Social Democrata       | 6 841  | 21,52 / 100,00  | 1,21 |
|                         | Coligação Democrática Unitária | 3 257  | 10,24 / 100,00  | 2,73 |
|                         | Partido Popular                | 1 936  | 6,09 / 100,00   | 0,87 |
|                         | Bloco de Esquerda              | 419    | 1,32 / 100,00   | Novo |
|                         | Outros                         | 509    | 1,60 / 100,00   |      |
| Votos Inválidos         | Votos Inválidos                | 610    | 1,92 / 100,00   | 0,07 |
| Total                   | Total                          | 31 794 | 100,00 / 100,00 |      |
| Eleitorado/Participação | Eleitorado/Participação        | 49 944 | 63,66 / 100,00  | 4,45 |

| Freguesia                       | %     | %     | %     | %     | %    | Votantes |
| Freguesia                       | PS    | PSD   | CDU   | PP    | BE   | Votantes |
| ------------------------------- | ----- | ----- | ----- | ----- | ---- | -------- |
| Aldeia de S. Francisco de Assis | 56,47 | 21,64 | 14,43 | 2,99  | 1,24 | 402      |
| Aldeia do Carvalho              | 67,03 | 9,76  | 14,32 | 4,25  | 0,31 | 1 271    |
| Aldeia do Souto                 | 64,04 | 16,75 | 3,45  | 9,36  | 0,49 | 203      |
| Barco                           | 57,94 | 32,62 | 3,00  | 3,86  | 0,64 | 466      |
| Boidobra                        | 60,24 | 13,28 | 17,27 | 4,69  | 0,69 | 1 152    |
| Canhoso                         | 66,43 | 14,79 | 10,80 | 2,46  | 2,35 | 852      |
| Cantar-Galo                     | 67,27 | 9,81  | 14,47 | 2,92  | 1,18 | 1 610    |
| Casegas                         | 46,36 | 36,20 | 5,96  | 8,17  | 0,88 | 453      |
| Cortes do Meio                  | 42,77 | 22,35 | 15,99 | 14,07 | 1,16 | 519      |
| Coutada                         | 57,36 | 25,46 | 4,29  | 6,13  | 2,76 | 326      |
| Covilhã (Conceição)             | 57,53 | 22,12 | 9,20  | 6,66  | 1,72 | 4 987    |
| Covilhã (Santa Maria)           | 54,92 | 23,85 | 9,65  | 6,19  | 1,88 | 1 648    |
| Covilhã (São Martinho)          | 62,57 | 18,49 | 9,30  | 5,58  | 1,58 | 2 904    |
| Covilhã (São Pedro)             | 49,90 | 30,08 | 6,30  | 8,51  | 1,69 | 1 539    |
| Dominguizo                      | 48,13 | 41,18 | 4,41  | 2,41  | 1,34 | 748      |
| Erada                           | 59,48 | 22,50 | 3,08  | 10,32 | 0,77 | 649      |
| Ferro                           | 63,22 | 15,84 | 6,36  | 8,85  | 1,25 | 802      |
| Orjais                          | 65,96 | 17,79 | 3,09  | 7,54  | 0,39 | 517      |
| Ourondo                         | 47,25 | 36,89 | 3,24  | 7,77  | 0,65 | 309      |
| Paul                            | 50,59 | 30,55 | 7,93  | 7,07  | 0,64 | 933      |
| Peraboa                         | 53,44 | 30,07 | 2,58  | 7,73  | 0,86 | 582      |
| Peso                            | 50,32 | 31,77 | 5,12  | 7,46  | 1,49 | 469      |
| São Jorge da Beira              | 62,62 | 26,94 | 3,42  | 2,47  | 0,38 | 527      |
| Sarzedo                         | 68,45 | 22,62 | 4,17  | 1,79  | 0    | 168      |
| Sobral de São Miguel            | 44,71 | 34,13 | 3,17  | 13,49 | 1,59 | 378      |
| Teixoso                         | 66,07 | 17,51 | 6,96  | 4,51  | 1,27 | 2 284    |
| Tortosendo                      | 44,46 | 18,43 | 25,41 | 6,14  | 1,49 | 3 077    |
| Unhais da Serra                 | 62,22 | 17,89 | 9,11  | 6,22  | 1,33 | 900      |
| Vale Formoso                    | 51,87 | 30,60 | 4,10  | 7,84  | 1,87 | 268      |
| Vales do Rio                    | 56,96 | 28,57 | 4,58  | 6,59  | 0,37 | 546      |
| Verdelhos                       | 53,11 | 25,25 | 7,87  | 5,57  | 0,66 | 305      |
| Covilhã                         | 57,31 | 21,52 | 10,24 | 6,09  | 1,32 | 31 794   |

### Fundão
| Partido                 | Partido                        | Votos  | %               | +/-  |
| ----------------------- | ------------------------------ | ------ | --------------- | ---- |
|                         | Partido Socialista             | 9 690  | 56,62 / 100,00  | 4,39 |
|                         | Partido Social Democrata       | 4 763  | 27,83 / 100,00  | 0,30 |
|                         | Partido Popular                | 933    | 5,45 / 100,00   | 0,10 |
|                         | Coligação Democrática Unitária | 799    | 4,67 / 100,00   | 2,52 |
|                         | Bloco de Esquerda              | 240    | 1,40 / 100,00   | Novo |
|                         | Outros                         | 314    | 1,83 / 100,00   |      |
| Votos Inválidos         | Votos Inválidos                | 374    | 2,19 / 100,00   | 0,07 |
| Total                   | Total                          | 17 113 | 100,00 / 100,00 |      |
| Eleitorado/Participação | Eleitorado/Participação        | 27 801 | 61,56 / 100,00  | 5,79 |

| Freguesia           | %     | %     | %    | %    | %    | Votantes |
| Freguesia           | PS    | PSD   | PP   | CDU  | BE   | Votantes |
| ------------------- | ----- | ----- | ---- | ---- | ---- | -------- |
| Alcaide             | 59,74 | 23,55 | 1,50 | 7,92 | 2,57 | 467      |
| Alcaria             | 57,54 | 29,05 | 5,95 | 2,63 | 0,97 | 723      |
| Alcongosta          | 65,32 | 20,72 | 5,18 | 2,93 | 1,13 | 444      |
| Aldeia de Joanes    | 57,20 | 24,54 | 5,90 | 8,49 | 1,11 | 542      |
| Aldeia Nova do Cabo | 65,27 | 17,26 | 5,09 | 7,96 | 0,44 | 452      |
| Atalaia do Campo    | 61,90 | 26,30 | 3,85 | 0,91 | 0,45 | 441      |
| Barroca             | 54,07 | 33,41 | 6,37 | 2,86 | 0,66 | 455      |
| Bogas de Baixo      | 49,80 | 42,45 | 4,90 | 1,63 | 0    | 245      |
| Bogas de Cima       | 44,07 | 47,42 | 4,26 | 1,22 | 0,61 | 329      |
| Capinha             | 62,92 | 18,54 | 3,66 | 8,62 | 1,31 | 383      |
| Castelejo           | 50,97 | 35,23 | 6,98 | 2,44 | 0,49 | 616      |
| Castelo Novo        | 47,70 | 37,31 | 5,02 | 6,28 | 1,26 | 239      |
| Donas               | 77,82 | 11,29 | 2,77 | 4,95 | 1,58 | 505      |
| Enxames             | 62,75 | 15,97 | 5,60 | 7,56 | 0,84 | 357      |
| Escarigo            | 64,71 | 26,47 | 4,41 | 0,49 | 0,98 | 204      |
| Fatela              | 69,86 | 18,31 | 5,63 | 3,38 | 0,28 | 355      |
| Fundão              | 47,68 | 31,05 | 7,10 | 7,37 | 3,13 | 4 058    |
| Janeiro de Cima     | 52,09 | 38,02 | 6,08 | 1,14 | 0,76 | 263      |
| Lavacolhos          | 64,25 | 22,28 | 3,63 | 5,70 | 0,52 | 193      |
| Mata da Rainha      | 65,78 | 22,99 | 3,74 | 1,60 | 1,07 | 187      |
| Orca                | 55,78 | 29,56 | 6,94 | 2,83 | 0    | 389      |
| Pero Viseu          | 60,94 | 24,74 | 5,73 | 4,69 | 0,26 | 384      |
| Póvoa de Atalaia    | 53,10 | 35,12 | 3,85 | 3,00 | 0,64 | 467      |
| Salgueiro           | 59,19 | 25,78 | 6,21 | 1,91 | 0,24 | 419      |
| Silvares            | 58,33 | 30,32 | 3,74 | 2,87 | 0,72 | 696      |
| Soalheira           | 38,29 | 47,15 | 9,16 | 2,70 | 1,20 | 666      |
| Souto da Casa       | 56,66 | 34,21 | 2,79 | 2,63 | 0,93 | 646      |
| Telhado             | 63,84 | 21,37 | 4,11 | 2,47 | 1,37 | 365      |
| Vale de Prazeres    | 63,07 | 18,59 | 6,69 | 3,59 | 1,36 | 807      |
| Valverde            | 75,12 | 13,11 | 1,96 | 4,29 | 0,49 | 816      |
| Fundão              | 56,62 | 27,83 | 5,45 | 4,67 | 1,40 | 17 113   |

### Idanha-a-Nova
| Partido                 | Partido                        | Votos  | %               | +/-  |
| ----------------------- | ------------------------------ | ------ | --------------- | ---- |
|                         | Partido Socialista             | 4 225  | 56,54 / 100,00  | 3,75 |
|                         | Partido Social Democrata       | 2 217  | 29,67 / 100,00  | 3,09 |
|                         | Partido Popular                | 375    | 5,02 / 100,00   | 0,57 |
|                         | Coligação Democrática Unitária | 275    | 3,68 / 100,00   | 1,61 |
|                         | Outros                         | 196    | 2,62 / 100,00   |      |
| Votos Inválidos         | Votos Inválidos                | 184    | 2,47 / 100,00   | 0,28 |
| Total                   | Total                          | 7 472  | 100,00 / 100,00 |      |
| Eleitorado/Participação | Eleitorado/Participação        | 12 077 | 61,87 / 100,00  | 2,29 |

| Freguesia                 | %     | %     | %    | %     | Votantes |
| Freguesia                 | PS    | PSD   | PP   | CDU   | Votantes |
| ------------------------- | ----- | ----- | ---- | ----- | -------- |
| Alcafozes                 | 44,17 | 40,29 | 7,28 | 2,91  | 206      |
| Aldeia de Santa Margarida | 51,20 | 33,20 | 8,00 | 1,60  | 250      |
| Idanha-a-Nova             | 62,01 | 26,73 | 4,28 | 3,60  | 1 332    |
| Idanha-a-Velha            | 60,00 | 26,67 | 5,33 | 6,67  | 75       |
| Ladoeiro                  | 62,10 | 26,73 | 4,03 | 2,07  | 868      |
| Medelim                   | 57,78 | 28,89 | 1,78 | 5,78  | 225      |
| Monfortinho               | 43,68 | 46,06 | 4,53 | 2,15  | 419      |
| Monsanto                  | 70,45 | 18,32 | 3,13 | 2,41  | 704      |
| Oledo                     | 52,41 | 31,33 | 6,33 | 5,72  | 332      |
| Penha Garcia              | 53,66 | 32,28 | 6,34 | 2,90  | 725      |
| Proença-a-Velha           | 50,26 | 29,84 | 5,24 | 4,19  | 191      |
| Rosmaninhal               | 47,67 | 34,15 | 7,10 | 3,10  | 451      |
| Salvaterra do Extremo     | 56,82 | 17,05 | 3,98 | 10,80 | 176      |
| São Miguel de Acha        | 42,89 | 39,56 | 5,56 | 6,44  | 450      |
| Segura                    | 46,82 | 32,95 | 5,20 | 10,98 | 173      |
| Toulões                   | 57,94 | 33,33 | 1,98 | 2,78  | 252      |
| Zebreira                  | 61,12 | 24,57 | 2,95 | 6,84  | 643      |
| Idanha-a-Nova             | 56,54 | 29,67 | 5,02 | 3,68  | 7 472    |

### Oleiros
| Partido                 | Partido                        | Votos | %               | +/-  |
| ----------------------- | ------------------------------ | ----- | --------------- | ---- |
|                         | Partido Social Democrata       | 2 837 | 60,67 / 100,00  | 1,72 |
|                         | Partido Socialista             | 1 408 | 30,11 / 100,00  | 3,46 |
|                         | Partido Popular                | 226   | 4,83 / 100,00   | 1,69 |
|                         | Coligação Democrática Unitária | 49    | 1,05 / 100,00   | 0,68 |
|                         | Outros                         | 61    | 1,30 / 100,00   |      |
| Votos Inválidos         | Votos Inválidos                | 95    | 2,03 / 100,00   | 0,60 |
| Total                   | Total                          | 4 676 | 100,00 / 100,00 |      |
| Eleitorado/Participação | Eleitorado/Participação        | 7 653 | 61,10 / 100,00  | 2,74 |

| Freguesia             | %     | %     | %    | %    | Votantes |
| Freguesia             | PSD   | PS    | PP   | CDU  | Votantes |
| --------------------- | ----- | ----- | ---- | ---- | -------- |
| Álvaro                | 75,50 | 17,27 | 3,21 | 1,20 | 249      |
| Amieira               | 69,48 | 18,18 | 9,09 | 1,30 | 154      |
| Cambas                | 71,94 | 22,13 | 3,16 | 1,98 | 253      |
| Estreito              | 56,72 | 32,40 | 6,60 | 0,61 | 818      |
| Isna                  | 77,19 | 18,60 | 2,46 | 0,70 | 285      |
| Madeirã               | 70,50 | 26,50 | 1,00 | 0    | 200      |
| Mosteiro              | 63,91 | 27,15 | 4,30 | 0,33 | 302      |
| Oleiros               | 56,19 | 31,94 | 6,40 | 1,29 | 1 390    |
| Orvalho               | 32,89 | 58,94 | 2,43 | 1,32 | 453      |
| Sarnadas de São Simão | 70,26 | 25,43 | 0,86 | 0,43 | 232      |
| Sobral                | 80,43 | 14,13 | 2,17 | 1,09 | 184      |
| Vilar Barroco         | 64,74 | 20,51 | 8,97 | 2,56 | 156      |
| Oleiros               | 60,67 | 30,11 | 4,83 | 1,05 | 4 676    |

### Penamacor
| Partido                 | Partido                        | Votos | %               | +/-  |
| ----------------------- | ------------------------------ | ----- | --------------- | ---- |
|                         | Partido Socialista             | 2 112 | 52,63 / 100,00  | 1,21 |
|                         | Partido Social Democrata       | 1 204 | 30,00 / 100,00  | 0,42 |
|                         | Partido Popular                | 351   | 8,75 / 100,00   | 1,27 |
|                         | Coligação Democrática Unitária | 112   | 2,79 / 100,00   | 1,53 |
|                         | Outros                         | 108   | 2,69 / 100,00   |      |
| Votos Inválidos         | Votos Inválidos                | 126   | 3,14 / 100,00   | 0,11 |
| Total                   | Total                          | 4 013 | 100,00 / 100,00 |      |
| Eleitorado/Participação | Eleitorado/Participação        | 7 002 | 57,31 / 100,00  | 5,82 |

| Freguesia                | %     | %     | %     | %    | Votantes |
| Freguesia                | PS    | PSD   | PP    | CDU  | Votantes |
| ------------------------ | ----- | ----- | ----- | ---- | -------- |
| Águas                    | 49,23 | 34,62 | 9,23  | 3,08 | 260      |
| Aldeia de João Pires     | 52,80 | 33,64 | 5,14  | 3,74 | 214      |
| Aldeia do Bispo          | 53,01 | 26,95 | 8,02  | 4,45 | 449      |
| Aranhas                  | 54,39 | 31,23 | 8,77  | 1,40 | 285      |
| Bemposta                 | 52,94 | 29,41 | 3,68  | 5,88 | 136      |
| Benquerença              | 52,27 | 29,55 | 7,83  | 2,53 | 396      |
| Meimão                   | 66,39 | 19,67 | 4,92  | 3,69 | 244      |
| Meimoa                   | 47,78 | 34,44 | 11,11 | 3,70 | 270      |
| Pedrógão de São Pedro    | 63,76 | 23,72 | 6,01  | 1,80 | 333      |
| Penamacor                | 46,78 | 32,05 | 14,04 | 1,75 | 855      |
| Salvador                 | 46,46 | 33,54 | 8,92  | 2,46 | 325      |
| Vale da Senhora da Póvoa | 60,16 | 29,27 | 3,25  | 2,44 | 246      |
| Penamacor                | 52,63 | 30,00 | 8,75  | 2,79 | 4 013    |

### Proença-a-Nova
| Partido                 | Partido                        | Votos | %               | +/-  |
| ----------------------- | ------------------------------ | ----- | --------------- | ---- |
|                         | Partido Social Democrata       | 3 134 | 51,09 / 100,00  | 2,65 |
|                         | Partido Socialista             | 2 249 | 36,66 / 100,00  | 2,49 |
|                         | Partido Popular                | 431   | 7,03 / 100,00   | 0,66 |
|                         | Coligação Democrática Unitária | 101   | 1,65 / 100,00   | 0,99 |
|                         | Outros                         | 101   | 1,65 / 100,00   |      |
| Votos Inválidos         | Votos Inválidos                | 118   | 1,92 / 100,00   | 0,31 |
| Total                   | Total                          | 6 134 | 100,00 / 100,00 |      |
| Eleitorado/Participação | Eleitorado/Participação        | 9 242 | 66,37 / 100,00  | 2,84 |

| Freguesia            | %     | %     | %     | %    | Votantes |
| Freguesia            | PSD   | PS    | PP    | CDU  | Votantes |
| -------------------- | ----- | ----- | ----- | ---- | -------- |
| Alvito da Beira      | 67,12 | 16,99 | 10,96 | 1,10 | 365      |
| Montes da Senhora    | 59,59 | 30,45 | 6,00  | 0,88 | 683      |
| Peral                | 36,24 | 51,88 | 3,96  | 2,18 | 505      |
| Proença-a-Nova       | 48,93 | 38,08 | 8,22  | 1,73 | 2 663    |
| São Pedro do Esteval | 56,02 | 31,07 | 5,47  | 4,16 | 457      |
| Sobreira Formosa     | 50,65 | 38,40 | 5,89  | 1,03 | 1 461    |
| Proença-a-Nova       | 51,09 | 36,66 | 7,03  | 1,65 | 6 134    |

### Sertã
| Partido                 | Partido                        | Votos  | %               | +/-  |
| ----------------------- | ------------------------------ | ------ | --------------- | ---- |
|                         | Partido Social Democrata       | 5 643  | 55,98 / 100,00  | 0,05 |
|                         | Partido Socialista             | 3 217  | 31,91 / 100,00  | 0,16 |
|                         | Partido Popular                | 711    | 7,05 / 100,00   | 0,47 |
|                         | Coligação Democrática Unitária | 113    | 1,12 / 100,00   | 0,38 |
|                         | Outros                         | 172    | 1,71 / 100,00   |      |
| Votos Inválidos         | Votos Inválidos                | 225    | 2,23 / 100,00   | 0,39 |
| Total                   | Total                          | 10 081 | 100,00 / 100,00 |      |
| Eleitorado/Participação | Eleitorado/Participação        | 15 832 | 63,67 / 100,00  | 1,46 |

| Freguesia             | %     | %     | %     | %    | Votantes |
| Freguesia             | PSD   | PS    | PP    | CDU  | Votantes |
| --------------------- | ----- | ----- | ----- | ---- | -------- |
| Cabeçudo              | 36,03 | 56,03 | 3,79  | 1,21 | 580      |
| Carvalhal             | 41,89 | 48,67 | 4,13  | 0,88 | 339      |
| Castelo               | 59,25 | 32,81 | 4,20  | 0,93 | 643      |
| Cernache do Bonjardim | 55,03 | 32,51 | 6,83  | 1,31 | 1 830    |
| Cumeada               | 66,83 | 21,72 | 7,88  | 0,48 | 419      |
| Ermida                | 68,75 | 14,17 | 16,67 | 0,42 | 240      |
| Figueiredo            | 78,57 | 14,29 | 4,29  | 0    | 210      |
| Marmeleiro            | 70,44 | 13,50 | 12,41 | 0    | 274      |
| Nesperal              | 55,71 | 33,81 | 6,19  | 0,48 | 210      |
| Palhais               | 51,64 | 38,49 | 2,96  | 2,30 | 304      |
| Pedrógão Pequeno      | 53,17 | 31,75 | 6,98  | 1,75 | 630      |
| Sertã                 | 52,42 | 34,07 | 7,91  | 1,33 | 3 073    |
| Troviscal             | 60,40 | 27,52 | 6,12  | 1,38 | 654      |
| Várzea dos Cavaleiros | 72,00 | 16,89 | 8,59  | 0,15 | 675      |
| Sertã                 | 55,98 | 31,91 | 7,05  | 1,12 | 10 081   |

### Vila de Rei
| Partido                 | Partido                        | Votos | %               | +/-  |
| ----------------------- | ------------------------------ | ----- | --------------- | ---- |
|                         | Partido Social Democrata       | 1 589 | 64,91 / 100,00  | 5,32 |
|                         | Partido Socialista             | 441   | 18,01 / 100,00  | 2,85 |
|                         | Partido Popular                | 249   | 10,17 / 100,00  | 0,29 |
|                         | Coligação Democrática Unitária | 36    | 1,47 / 100,00   | 1,04 |
|                         | Outros                         | 57    | 2,32 / 100,00   |      |
| Votos Inválidos         | Votos Inválidos                | 76    | 3,11 / 100,00   | 0,05 |
| Total                   | Total                          | 2 448 | 100,00 / 100,00 |      |
| Eleitorado/Participação | Eleitorado/Participação        | 3 450 | 70,96 / 100,00  | 0,70 |

| Freguesia        | %     | %     | %     | %    | Votantes |
| Freguesia        | PSD   | PS    | PP    | CDU  | Votantes |
| ---------------- | ----- | ----- | ----- | ---- | -------- |
| Fundada          | 78,99 | 13,22 | 5,07  | 0,54 | 552      |
| São João do Peso | 63,29 | 22,15 | 12,66 | 0,63 | 158      |
| Vila de Rei      | 60,59 | 19,16 | 11,57 | 1,84 | 1 738    |
| Vila de Rei      | 64,91 | 18,01 | 10,17 | 1,47 | 2 448    |

### Vila Velha do Ródão
| Partido                 | Partido                        | Votos | %               | +/-  |
| ----------------------- | ------------------------------ | ----- | --------------- | ---- |
|                         | Partido Socialista             | 1 822 | 58,93 / 100,00  | 1,64 |
|                         | Partido Social Democrata       | 904   | 29,24 / 100,00  | 0,31 |
|                         | Coligação Democrática Unitária | 173   | 5,60 / 100,00   | 0,24 |
|                         | Partido Popular                | 80    | 2,59 / 100,00   | 1,14 |
|                         | Outros                         | 61    | 1,99 / 100,00   |      |
| Votos Inválidos         | Votos Inválidos                | 52    | 1,68 / 100,00   | 0,16 |
| Total                   | Total                          | 3 092 | 100,00 / 100,00 |      |
| Eleitorado/Participação | Eleitorado/Participação        | 4 234 | 73,03 / 100,00  | 1,85 |

| Freguesia           | %     | %     | %    | %    | Votantes |
| Freguesia           | PS    | PSD   | CDU  | PP   | Votantes |
| ------------------- | ----- | ----- | ---- | ---- | -------- |
| Fratel              | 61,92 | 29,12 | 4,48 | 0,96 | 625      |
| Perais              | 56,80 | 33,26 | 3,24 | 2,81 | 463      |
| Sarnadas de Ródão   | 57,77 | 30,33 | 5,76 | 4,03 | 521      |
| Vila Velha de Ródão | 58,73 | 27,65 | 6,74 | 2,70 | 1 483    |
| Vila Velha de Ródão | 58,93 | 29,24 | 5,60 | 2,59 | 3 092    |